# Ligament rond de l'utérus

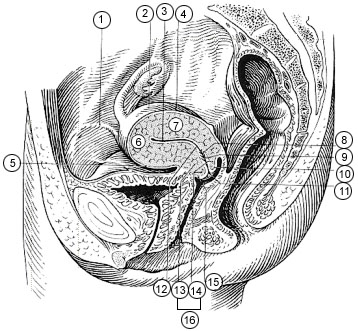
Coupe sagittale d'un pelvis féminin avec un utérus en antéversion et le ligament rond en 1.

Le ligament rond de l'utérus en anatomie humaine est un ligament qui oriente l'utérus vers l'avant, en antéversion.

## Origine embryologique
Le ligament rond de l'utérus est issu d'une structure ligamentaire embryonnaire, le gubernaculum ovarii, qui a permis au cours de la croissance intra-utérine de faire descendre le mésonéphros et la crête génitale dans leur position finale, pelvienne.
 
Chez l'homme cette structure est devenue le gubernaculum testis.

## Anatomie[1]
Le ligament rond de l'utérus est composé d'une partie intra-abdominale et d'une partie extra-abdominale, le canal inguinal séparant ces deux parties. Le ligament rond de l'utérus est inséré sur les cornes utérines à la face ventrale et crâniale de l'utérus à proximité de la jonction tubo-utérine.
Il chemine ensuite dans la cavité abdominale, à la face ventrale du ligament large avant de traverser le canal inguinal.
L'insertion distale est classiquement décrite dans la portion terminale des grandes lèvres. Cependant, des données récentes suggèrent une involution au cours de la vie avec une insertion distale plutôt à proximité du pubis.
Lors de son trajet, le ligament rond de l'utérus est accompagné d'une artériole qui est une branche de l'artère utérine.

## Physiologie
Sa principale fonction est de maintenir l'utérus dans son antéversion, c'est-à-dire le fond de l'utérus vers l'avant et le col de l'utérus vers l'arrière. Parmi les autres moyens d'orientation on peut ajouter le ligament utéro-sacré.